# Disembolus amoenus
Disembolus amoenus là một loài nhện trong họ Linyphiidae. Loài này được phát hiện ở Hoa Kỳ.